# Meniscomorpha pensita
Meniscomorpha pensita là một loài tò vò trong họ Ichneumonidae.